# Paulo Autuori
Paulo Autuori de Mello oder kurz Paulo Autuori (* 15. August 1956 in Rio de Janeiro) ist ein brasilianischer Fußballtrainer.

## Trainerkarriere
Schon früh stieg Autuori in das Trainergeschäft ein. Zuvor machte er an der Universidade Castelo Branco seinen Abschluss im Fach Sport. Auf der Pontifícia Universidade Católica do Rio de Janeiro und der Universidade do Estado do Rio de Janeiro belegte er weitere sportbasierende Fächer.
Seinen ersten Posten als Trainer übernahm Autuori 1975, im Alter von 24 Jahren, bei AA Portuguesa (RJ). Nachdem er dort vier Jahre lang Erfahrungen gesammelt hatte, zog es ihn 1979 zu America FC (RJ). Zwei Spielzeiten später heuerte er bei EC São Bento an, ehe der Fußballlehrer über die Stationen Marília AC und Bonsucesso FC 1986 zu Botafogo FR, seiner bis dahin bedeutendste Anstellung, gelangte. Noch im gleichen Jahr wechselte Autuori ins europäische Ausland, wo er Trainer von Vitória Guimarães wurde. Er führte die Mannschaft zum Saisonende auf einen überraschenden dritten Rang, hinter Benfica Lissabon und dem FC Porto. Mit Paulinho Cascavel hatte er zudem den treffsichersten Angreifer der Liga in seinem Team. Im UEFA-Pokal 1986/87 führte er die Mannschaft bis ins Viertelfinale, wo man gegen Borussia Mönchengladbach nach 0:3 und 2:2 ausschied. Für Vitória war dies das beste Ergebnis in diesem Wettbewerb in der Vereinsgeschichte. Obwohl Autuori gute Leistungen erzielte, trennten sich beiden Seiten im Sommer 1987 wieder und Autuori unterzeichnete bei Nacional Funchal, die zu diesem Zeitpunkt zweitklassig spielten. Der Trainer führte die Mannschaft auf Rang zwei und verhalf ihr dadurch zum Aufstieg in die Primeira Divisão. 1988/89 spielte der Klub damit erstmals in der höchsten portugiesischen Fußballliga. Der Brasilianer platzierte seine Mannschaft am Saisonschluss auf Rang zehn und schaffte damit sicher den Klassenerhalt. Seine Leistungen weckten erneut Begehrlichkeiten bei seinem alten Klub Vitória Guimarães, so dass er dann im Sommer 1989 zum zweiten Mal unterschrieb. 1989/90 führte er Vitória auf Platz vier in der Liga. Im Folgejahr verlief es schlechter und die Mannschaft fand sich nur im Tabellenmittelfeld wieder. So zog es Autuori 1991 wieder nach Funchal, wo er den Posten des Trainers bei Marítimo Funchal annahm. Den Klub führte er in den folgenden Jahren zu einer erfolgreichen Zeit. Nie schnitt man schlechter als Rang sieben ab und mit Platz fünf 1993 und 1994 schaffte man den besten Saisonabschluss der Vereinsgeschichte. Somit qualifizierte sich der Verein 1993/94 erstmals für den UEFA-Pokal, wo man dann aber bereits in der ersten Runde mit 0:2 und 2:2 gegen Royal Antwerpen ausschied. Im UEFA-Pokal 1994/95 scheiterte das Team dann erst in Runde zwei gegen den späteren Finalteilnehmer Juventus Turin. Im gleichen Jahr zog die Mannschaft bis ins Finale des Taça de Portugal ein, wo das Endspiel am 10. Juni 1995 mit 0:2 gegen Sporting Lissabon verloren wurde.
Nach Ablauf der Spielzeit zog es Autuori wieder nach Brasilien, wo er für kurze Zeit Botafogo FR betreute und mit diesen die nationale Meisterschaft gewann. Zur Saison 1996/97 kehrte er wieder nach Portugal zurück, wo der Trainer erstmals bei einem der großen Vereine des Landes, bei Hauptstadtklub Benfica Lissabon, unter Vertrag genommen wurde. Dort löste er Mário Wilson ab. Nachdem Autuori aber nicht die Ansprüche des Klubs erfüllt hatte, wurde sein Vorgänger auch sein Nachfolger. Noch im gleichen Jahr wurde er Cheftrainer bei Cruzeiro Belo Horizonte. Mit diesen gewann er erst die Staatsmeisterschaft von Minas Gerais und führte sie anschließend ins Endspiel um die Copa Libertadores. Nach 0:0 und 0:1 gegen den peruanischen Vertreter Sporting Cristal entschied man den Wettbewerb für sich. Schütze des goldenen Tores am 13. August 1997 war Elivelton. In den folgenden vier Jahren betreute Autuori insgesamt neun Vereine, ohne jedoch erfolgreich zu sein. So gelangte er 2002 unter anderem auch nach Peru, wo er für kurze Zeit das Team betreute, welches er 1995 mit Cruzeiro im Finale der Copa Libertadores noch schlug. Mit Sporting Cristal gewann er dann schließlich die Primera División Peruana, der er bereits im Vorjahr mit Alianza Lima gewinnen konnte. 2003 wurde Autuori erstmals Nationaltrainer und übernahm diesen Posten bei der peruanischen Landesauswahl. Diese betreute er dann bei der Copa América 2004 im eigenen Land. Zwar führte er das Team ins Viertelfinale, schied dort aber gegen Argentinien aus. Im April 2005 kehrte er dem peruanischen Verband dann wieder den Rücken und übernahm für Émerson Leão beim FC São Paulo, mit diesen sollte er zum zweiten Mal in seiner Trainerkarriere das Endspiel der Copa Libertadores erreichen. Gegner dieses Mal war Ligakonkurrent Athletico Paranaense. Nach einem 1:1 im Estádio Beira-Rio konnte der FC das Rückspiel klar mit 4:0 für sich entscheiden. Márcio Amoroso, Fabão, Luizão und Diego Tardelli waren die Torschützen für São Paulo. Durch diesen Erfolg war das Team berechtigt an der FIFA-Klub-Weltmeisterschaft 2005 teilzunehmen. Auch diese sicherte sich der Klub nach Siegen gegen al-Ittihad und dem FC Liverpool. Torschütze beim 1:0-Finalsieg gegen Liverpool am 18. Dezember 2005 war Mineiro.
Am 29. Dezember 2005, also elf Tage nach dem Sieg der FIFA-Klub-Weltmeisterschaft, gab Autuori bekannt nach Japan zu den Kashima Antlers zu wechseln. Dort löste er den Erfolgstrainer Toninho Cerezo ab. Nach einer Saison ohne Erfolge wurde er für die Saison 2007 zum dritten Mal von Cruzeiro Belo Horizonte engagiert. Noch im gleichen Jahr zog es ihn zum Al-Rayyan Sport-Club nach Katar. Nach zwei Jahren ohne Titel zog es ihn zu Grêmio Porto Alegre, doch schon kurz darauf kehrte er wieder zu Al-Rayyan zurück. 2009 zog er mit seiner Mannschaft in das Finale des Emir of Qatar Cup ein, musste sich aber Al-Gharafa mit 1:2 geschlagen geben. Im Folgejahr schaffte es der Klub erneut in das Finale einzuziehen. Dieses Mal behielt Autuori mit seiner Mannschaft die Oberhand und siegte 1:0 gegen Umm-Salal Sport Club.
Nach einem zwischenzeitlichen Engagement bei der Olympiaauswahl Katars übernahm Autuori am 18. Februar 2012 die katarische Fußballnationalmannschaft als neuer Cheftrainer, wurde aber nach nur 11 Monaten Mitte Januar 2013 wieder entlassen. Ab März des Jahres betreute Autuori den CR Vasco da Gama aus Rio de Janeiro. Bereits im Juli verließ er den Klub wieder. Er warf der Klubführung Unzuverlässigkeit in Bezug auf Gehaltszahlungen vor. Zwei Tage nach seiner Kündigung wurde seine erneute Verpflichtung durch den FC São Paulo bekannt. Am 3. August konnte er den Klub zu einem 2:0-Erfolg gegen Benfica Lissabon im Eusébio Cup führen. Aufgrund schlechter Ergebnisse in der Série A 2013 wurde er Anfang September wieder entlassen.
Für den Start in die Saison 2014 wurde Autuori von Atlético Mineiro unter Vertrag genommen. Nachdem der Klub im Achtelfinale der Copa Libertadores 2014 am 24. April 2014 gegen Atlético Nacional ausschied, wurde er noch am selben Tag entlassen.
Erst im Dezember 2014 erhielt der Trainer einen neuen Kontrakt. Er ging wieder nach Japan, wo er bei Cerezo Osaka unterschrieb. Hier blieb er bis November 2015, dann kehrte er in seine Heimat zurück. Im März 2016 übernahm er die Leitung über die Mannschaft von Athletico Paranaense. Zwei Monate später gewann er mit Athletico die Staatsmeisterschaft von Paraná. Er betreute die Auswahl bis Mai 2017, dann übernahm in dem Klub die Position des technischen Koordinators. Nach Beendigung der Série A 2017 Anfang Dezember, verließ er Athletico. Zwei Wochen später gab Fluminense Rio de Janeiro seine Verpflichtung als Fußballdirektor bekannt.
Im Juni 2018 ging Autuori nach Bulgarien, um die Mannschaft des Ludogorez Rasgrad zu betreuen. Sein Start mit dem Klub war erfolgreich, so konnte er am 5. Juli den Supercup gegen Slawia Sofia gewinnen. Auf seine eigene Bitte hin wurde der Vertrag im Oktober wieder aufgelöst. Er betreute die Mannschaft in der Liga letztmalig am 20. Oktober und wurde bereits am 2. November in Kolumbien bei Atlético Nacional als neuer Trainer vorgestellt. Nach dem Scheitern des Klubs in der zweiten Runde der Copa Sudamericana 2019 am 29. Mai 2019 gegen Fluminense Rio de Janeiro wurde Autuori bereits wieder entlassen. Im Juli 2019 wurde er als Superintendenten für den Fußball beim FC Santos. Nachdem er ankündigte, im Folgejahr nicht mehr für Santos aktiv zu sein, wurde er im November 2019 vorzeitig entlassen.
Im Februar 2020 wurde Autuori zum fünften Mal Trainer beim Botafogo FR. Nach dem zwölften Spieltag in der Série A 2020, am 1. Oktober, wurde ihm gekündigt. Bezeichnenderweise folgten ihm in der Saison noch drei weitere Trainer in dem Klub.
Am 17. Oktober 2020 unterzeichnete Autuori seine Rückkehr zu Atlético Paranaense. Zunächst sollte er dem Klub als technischer Fußballdirektor zur Verfügung stehen. Aufgrund der Probleme, vor welchen der Klub wegen der COVID-19-Pandemie stand, übernahm er bis Februar 2021, dem verschobenen Saisonende der Série A 2020, auch den Trainerposten.
Nach Beendigung seiner Tätigkeit bei Athletico, unterschrieb Autuori im Oktober 2022 erneut bei Atlético Nacional. Nach der Auslosung der Achtelfinalspiele zur Copa Libertadores 2023, verließ er den Klub wieder aus persönlichen Gründen.
Anfang August 2023 wurde er von Cruzeiro Belo Horizonte als technischer Direktor engagiert. Am 14. November 2023 übernahm die Führung eines Interimstrainerstabes, um den Klub vor dem drohenden Abstieg aus der Série A 2023 zu retten. Cruzeiro lag am 24. Spieltag auf dem 17. Platz. In den verbleibenden sechs Spielen gelangen zwei Siege und vier Unentschieden. Damit gelang noch der 14. Platz. Im Anschluss kehrte auf seine Funktionärsposition zurück.

## Erfolge
Nacional Funchal
- Aufstieg in die Primeira Divisão: 1988

Botafogo
- Brasilianischer Meister: 1995

Cruzeiro
- Staatsmeisterschaft von Minas Gerais: 1997
- Copa Libertadores: 1997

FC São Paulo
- FIFA-Klub-Weltmeisterschaft: 2005
- Copa Libertadores: 2005
- Eusébio Cup: 2013

Athletico Paranaense
- Staatsmeisterschaft von Paraná: 2016

Ludogorets Razgrad
- Bulgarischer Fußball-Supercup: 2018

Atlético Nacional
- Superliga de Colombia: 2023